# Джерард Кеннеді
Джерард Кеннеді (англ. Gerard Kennedy; 24 липня 1960, Пас, Манітоба) — канадський політик українського походження.

## Життєпис
Був одним з чотирьох кандидатів з найбільшими рейтингами на фініші виборів лідера Ліберальної партії Канади 2006 році. У третьому вирішальному турі він закликав своїх прихильників проголосувати за Стефана Діона, який завдяки цьому став діючим лідером партії. Він є депутатом парламенту провінції Онтаріо з 1996 по 2006. Донедавна він обіймав посаду Міністра Освіти цієї провінції (2003—2006).
Джерард народився у родині мера містечка Де-Па, займався хокеєм до вступу в університет Трент у Пітерборо (Онтаріо) у 1977 році. Він працював дослідником для уряду провінції Альберта на початку 1980-х, навчаючись у Університеті Альберти і, не закінчивши цей заклад, він перейшов на роботу у Edmonton Food Bank у 1983 році.
Повернувшись до Онтаріо, Кеннеді був виконавчим директором Daily Bread Food Bank з 1986 по 1996 роки. Ця установа, яка займалася благодійністю надавала допомогу для 150,000 людей без державної допомоги. У 1992 році Джерарда Кеннеді було названо одним з 50-ти найвпливовіших людей газетою «Торонто Стар» і було визнано «Творцем новин» цією ж газетою у 1993 році.
Джерарду Кеннеді пророкували блискуче політичне майбутнє, однак він відійшов від політики.